# Ahlamu

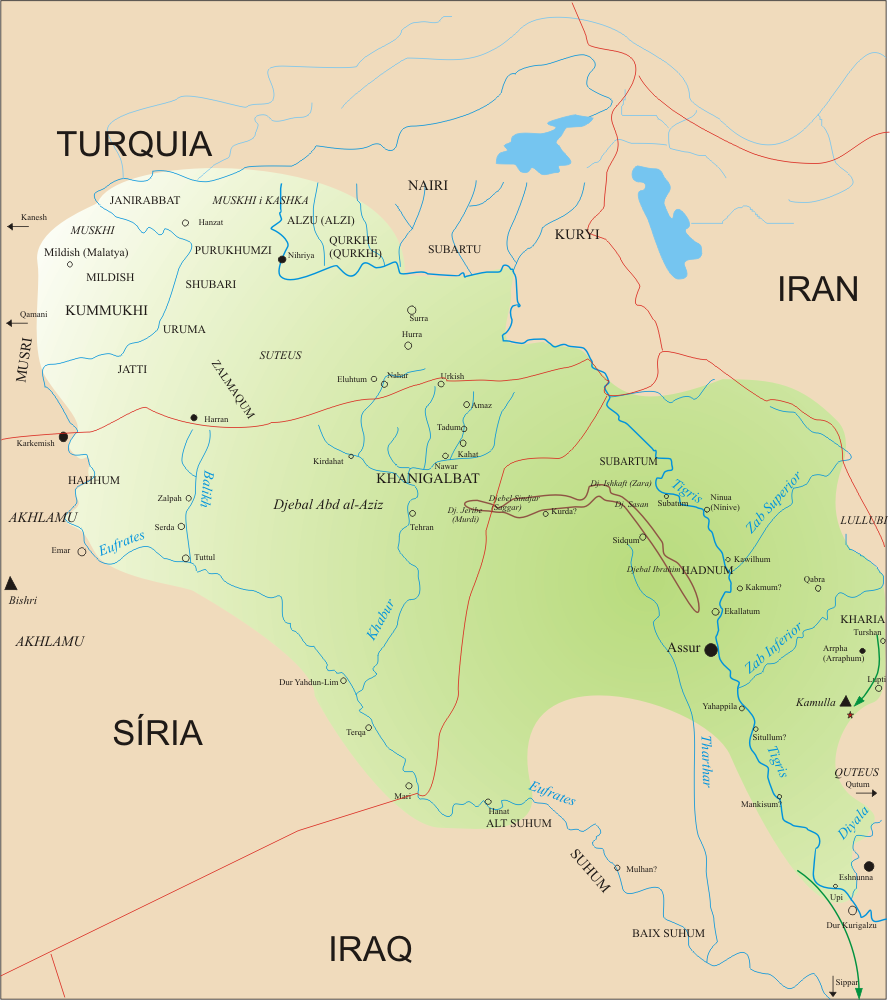
Mapa Asyrii za rządów Tukulti-apil-Eszary I z zaznaczonym rozmieszczeniem plemion Ahlamu po zachodniej stronie Eufratu

Ahlamu – nazwa koczowniczych i półkoczowniczych plemion przybywających w 1. połowie II tys. p.n.e. z terenów Półwyspu Arabskiego i jego północnych obrzeży do Syrii i Mezopotamii. Po raz pierwszy pojawiają się w mezopotamskich tekstach z XVIII w. p.n.e. Podobnie jak Habiru żyć oni mieli na obrzeżach terenów zamieszkałych przez ludność osiadłą, będąc często dla niej zagrożeniem. 
W jednej ze swych inskrypcji asyryjski król Adad-nirari I (1305–1274 p.n.e.) stwierdza, iż jego ojciec, Arik-den-ili (1317–1306 p.n.e.), pokonać miał Ahlamu sprzymierzonych z królestwem Kadmuhu. Według inskrypcji innego asyryjskiego króla, Salmanu-aszareda I (1273–1244 p.n.e.), Ahlamu wraz z Hetytami wspierać mieli Szattuarę II, władcę Hanigalbat, w jego powstaniu przeciw Asyryjczykom. Ahlamu byli nawet w stanie utrudnić komunikację pomiędzy ówczesnymi wielkimi królestwami. W jednym ze swych listów do hetyckiego króla Hattusili III (1267–1237 p.n.e.) babiloński król Kadaszman-Enlil II (1263–1255 p.n.e.) winą za ustanie korespondencji dyplomatycznej pomiędzy obu władcami obarcza właśnie Ahlamu, którzy atakować mieli królewskich posłańców. 
W babilońskich i asyryjskich źródłach z końca II i początku I tys. p.n.e. Ahlamu wiązani są często z Aramejczykami. Asyryjski król Tukulti-apil-Eszara I (1114-1076 p.n.e.) wspomina w swoich rocznikach o Ahlamu-Aramejczykach, w pościgu za którymi musiał przeprawiać się przez Eufrat, by w końcu pokonać ich w Amurru w zachodniej Syrii, w Suhu nad środkowym Eufratem i w Babilonii:
„Dwadzieścia osiem razy walczyłem z Ahlamu-Aramejczykami; (kiedyś nawet) dwukrotnie w ciągu roku przekroczyłem Eufrat. Pokonałem ich od Tadmuru po kraj Amurru, po Anatu w Suhu i aż po Rapiqu, co leży w Karduniasz (tj. Babilonii). Sprowadziłem łupy i ich dobra do mego miasta Aszur”
O pokonaniu Ahlamu-Aramejczyków wspomina też w swych inskrypcjach inny asyryjski król, Adad-nirari II (911-891 p.n.e.). W inskrypcjach kolejnych władców nazwy Ahlamu i Aramejczycy używane są już jednak oddzielnie i dokładny związek pomiędzy tymi dwiema grupami pozostaje nieznany. Zdaniem niektórych uczonych termin „Ahlamu” nie musiał w rzeczywistości odnosić się do określonej grupy etnicznej czy językowej, ale mógł po prostu być używany na określenie różnych grup nomadów z którymi ludność osiadła wchodziła w styczność. Z czasem w grupach tych przeważać zaczęli Aramejczycy i wydaje się, że w końcowej fazie istnienia imperium asyryjskiego określenie „Ahlamu” używane już było zamiennie z określeniem „Aramejczycy”.